# Klotski

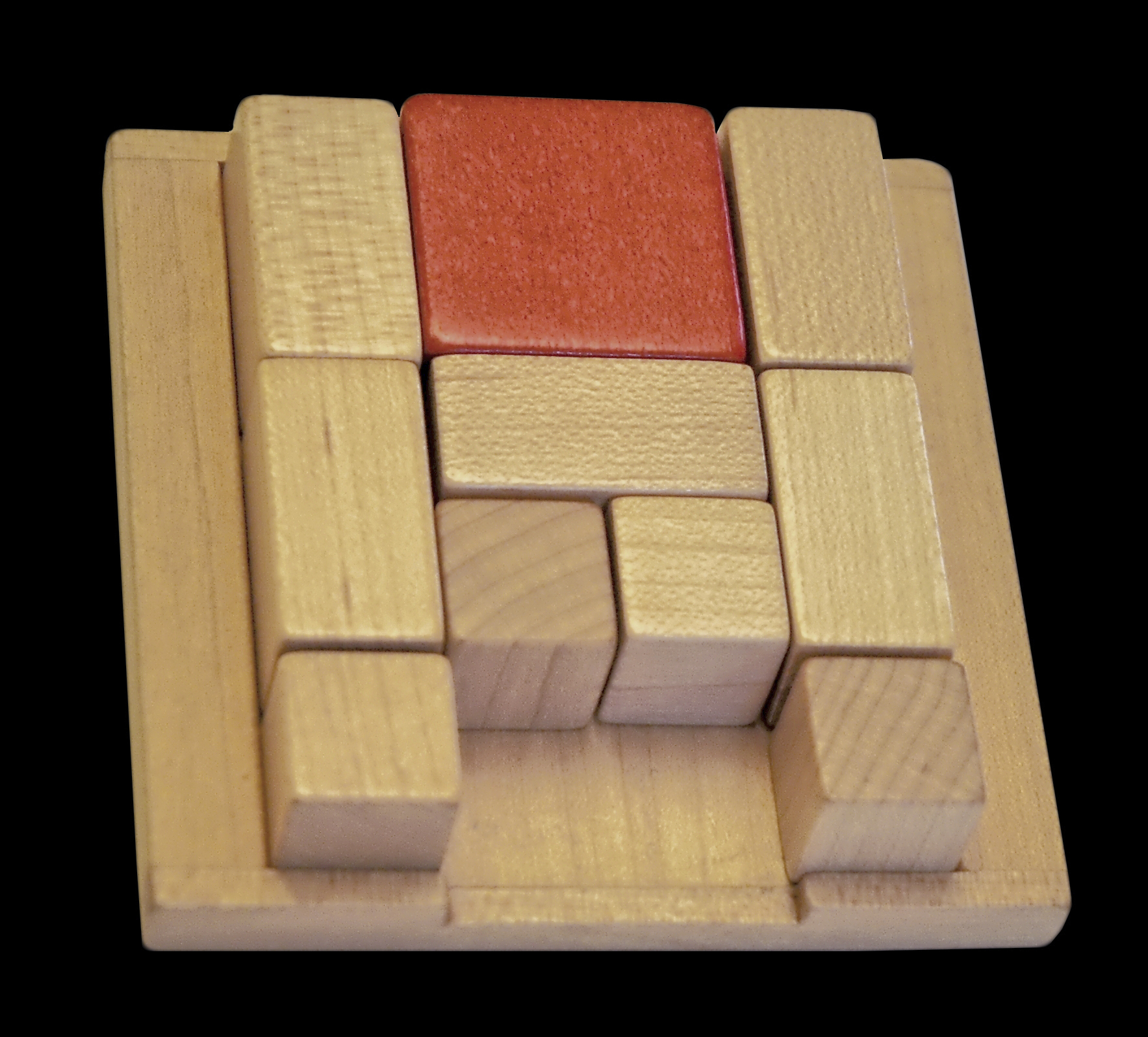
Klotski w pozycji startowej

Klotski – układanka logiczna polegająca na odpowiednim przesuwaniu elementów. Nazwa pochodzi od polskiego słowa klocki.

## Zasady
W swojej podstawowej wersji klotski składają się z planszy 4x5 pól oraz dziesięciu części różnej wielkości: czterech małych kwadratów 1×1, pięciu prostokątów 1×2 i jednego dużego kwadratu 2×2. Gra polega na przesuwaniu klocków w pionie lub w poziomie w taki sposób, by udało się przesunąć duży kwadrat ze środka górnej części do środka dolnej wykonując przy tym jak najmniej ruchów. Nie jest dozwolone unoszenie lub obracanie elementów.

## Nazewnictwo

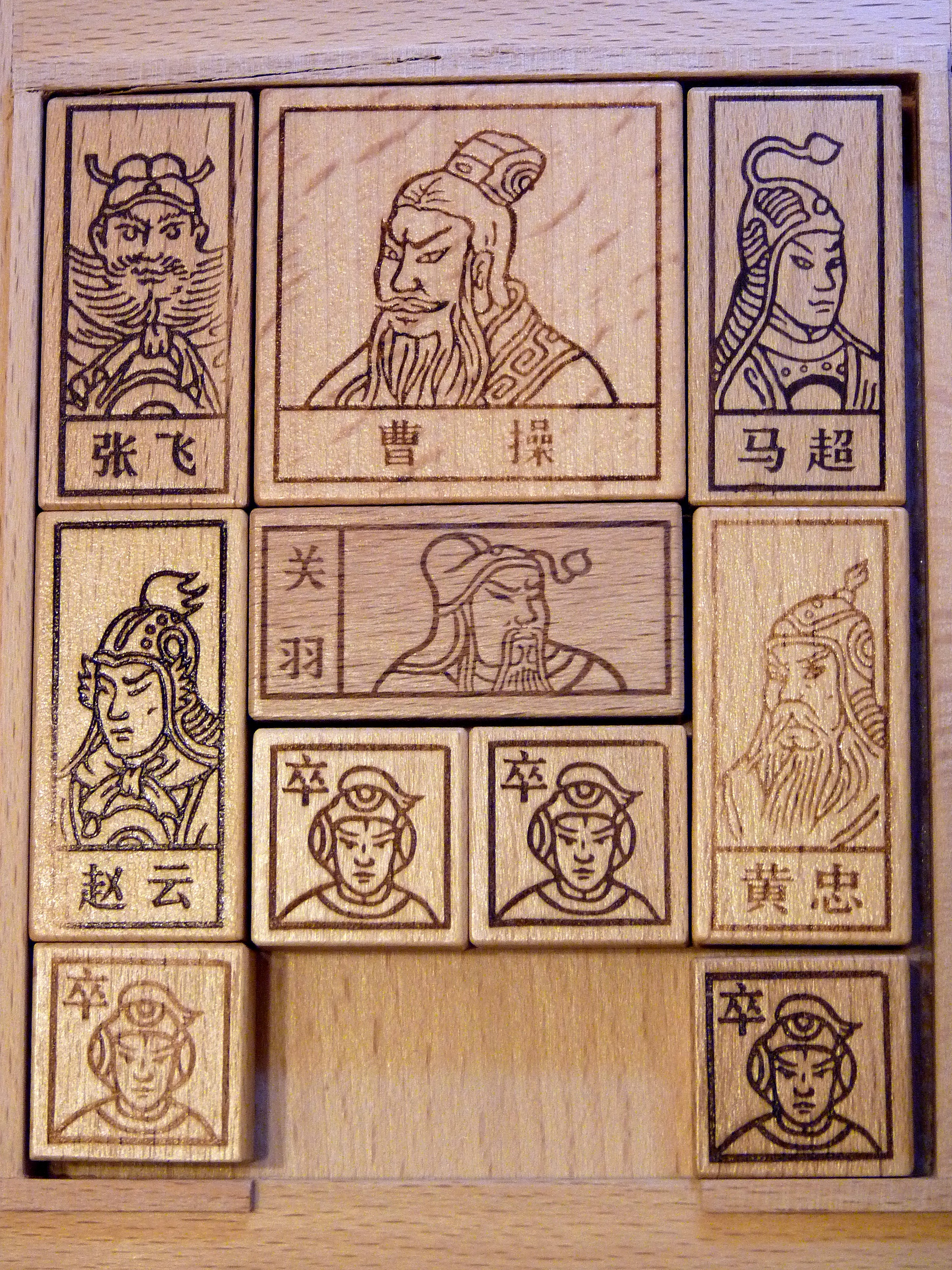
Huarong dao

Układanka znana jest na świecie pod bardzo wieloma różnymi nazwami:
- w Chinach jako Huarong dao (szlak Huarong), co jest nawiązaniem do historii o dowódcy Cao Cao uciekającym szlakiem Huarong[1]
- w Japonii jako hakoiri musume (córka w pudełku); klocki noszą nazwy członków rodziny, a największy z nich to córka[2]
- w Tajlandii jako Khun Pan, co jest nawiązaniem do Khun Pana, postaci z tajskich legend, który ma tu uciekać z więzienia[1]
- we Francji jako l'âne rouge (czerwony osiołek), który musi uciec z zagrody[1]
- w Niemczech jako Quo Vadis od łacińskiego dokąd idziesz[3]
- w Argentynie jako trabado (zamknięty); największa część to samochód, który trzeba wyprowadzić z parkingu[1]

### Geneza nazwy klotski

Komputerowa wersja gry

W 1990 roku w pakiecie gier dołączonych do systemu Windows 3.1 znalazła się komputerowa wersja układanki zatytułowana Klotski. Autorem nazwy jest przedsiębiorstwo ZH Computer z Minneapolis, którego szefem był polski imigrant i od którego Microsoft zakupił licencję na grę razem z nazwą. Wcześniej w Stanach Zjednoczonych różni producenci używali różnych określeń na układanki tego typu.

## Historia

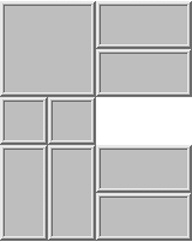
Ułożenie klocków w grze Pennant Puzzle

Mimo nazwy wywodzącej się z języka polskiego, pochodzenie układanki najprawdopodobniej nie ma nic wspólnego z Polską. Jest co najmniej kilka gier, które mogą być jej prekursorami.
Klotski mogły być inspirowane popularną w XIX wieku, podobną układanką – piętnastką. W 1909 roku Lewis W. Hardy uzyskał patent na grę o nazwie Pennant Puzzle, której zasady są identyczne jak w klotskach, lecz różni się ona ilością i umiejscowieniem elementów. W tamtym okresie zostało przyznanych jeszcze kilka innych patentów na dość podobne układanki. Układanka była również popularna na Dalekim Wschodzie od pierwszej połowy XX wieku.

## Rozwiązanie
Najmniejsza ilość ruchów potrzebna do rozwiązania układanki wynosi 81, co zostało potwierdzone przy użyciu komputera. Optymalne rozwiązanie zostało po raz pierwszy opublikowane przez Martina Gardnera na łamach Scientific American w lutym 1964 roku.

Przykładowe rozwiązanie w 115 ruchach: